# داستان در داستان

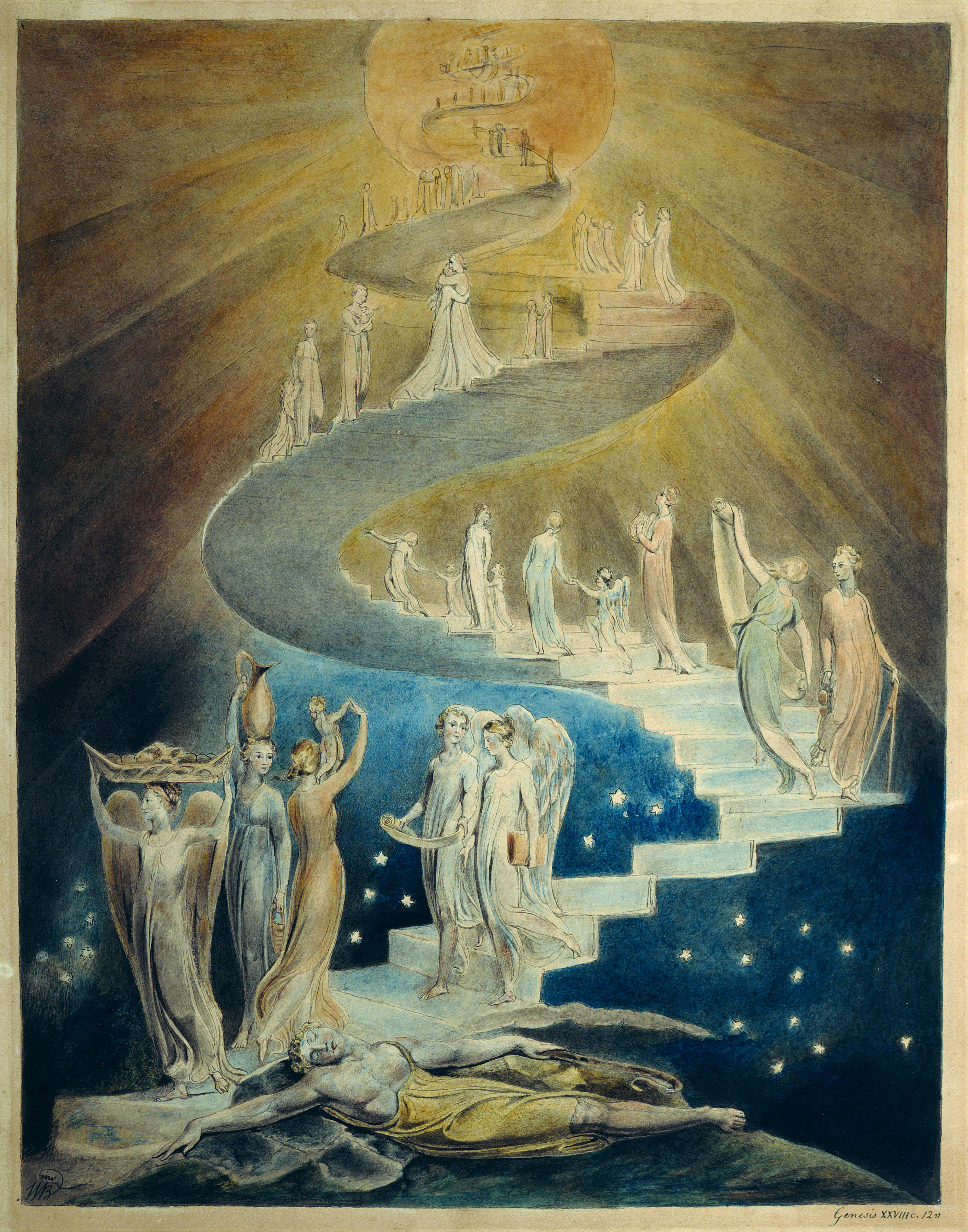
در کتاب مقدس، یعقوب رؤیای نردبانی به بهشت را می‌بیند. داشتن یک رؤیا در یک کاراکتر روشی رایج برای افزودن یک داستان درونی به یک داستان بزرگتر است. (نقاشی ویلیام بلیک ۱۸۰۵)

داستان در داستان، که به آن روایت تعبیه شده نیز گفته می‌شود ،ابزاری ادبی است که در آن یک شخصیت درون داستان اول، روایت گر داستان دوم می‌شود. چندین لایه داستان در داخل داستان‌ها، گاهی داستان‌های تو در تو نامیده می‌شود. یک نمایش ممکن است یک نمایش کوتاه دیگر درون خود داشته باشد، مانند نمایشنامه هملت شکسپیر. یک فیلم ممکن است نشان دهد که شخصیت‌ها درحال دیدن فیلم کوتاهی اند. یا یک رمان ممکن است حاوی یک داستان کوتاه در داخل رمان باشد. از داستان درون داستان می‌توان در انواع روایت‌ها استفاده کرد: رمان، داستان کوتاه، نمایشنامه، برنامه‌های تلویزیونی، فیلم، شعر، ترانه و مقاله فلسفی.
داستان‌های درونی برای سرگرم کردن بیشتر یا به‌طور معمول، برای آوردن شخصیت‌های بیشتر درون داستان استفاده می‌شوند. در هر صورت، داستان درونی غالباً برای شخصیت‌های داستان بیرونی دارای اهمیت نمادین و روانشناختی است. غالباً موازاتی بین دو داستان وجود دارد و از قصه داستان درونی برای آشکار کردن حقیقت در داستان بیرونی استفاده می‌شود. غالباً از داستان‌های درون یک داستان برای هجو سازی دیدگاه‌ها نه تنها در داستان بیرونی، بلکه در دنیای واقعی استفاده می‌شود. وقتی داستانی به جای اینکه بخشی از روایت داستان اول باشد، درون آن روایت شود به نویسنده اجازه می‌دهد تا با درک خواننده از شخصیت‌ها بازی کند؛ انگیزه‌ها و قابلیت اطمینان داستان گو به‌طور خودکار زیر سؤال می‌رود.
داستان‌های درون یک داستان ممکن است سابقه شخصیت‌ها یا رویدادها را فاش کنند، افسانه‌هایی بگویند که در روند داستان تأثیر بگذارد، یا حتی به نظر رسد که انحرافات نامربوط به روند داستان است. در برخی موارد، داستان درون یک داستان در وقوع وقایع داستان بیرونی نقش دارد. در برخی دیگر، داستان درونی مستقل است، به طوری که می‌توان از آن رد شد یا جداگانه خواند، اگرچه ممکن است بسیاری از اتصالات ظریف از بین برود. گاهی اوقات، داستان درونی به عنوان خروجی ایده‌های کنار گذاشته شده‌ای است که نویسنده فکر می‌کند نمی‌توان از آنها گذشت، که تا حدی مشابه گنجاندن صحنه‌های حذف شده فیلم‌ها در انتشار نسخه‌های فیلم خانگی است. اغلب بیش از یک سطح از داستان‌های درونی وجود دارد که منجر به داستانی عمیقاً تو در تو می‌شود. Mise en abyme اصطلاح فرانسوی برای یک ابزار ادبی مشابه است (همچنین اشاره به عمل قرار دادن تصویر یک صفحه کوچک بر روی یک صفحه بزرگتر در نشان‌شناسی دارد).

## داستان‌های قاب و آثار گلچین
ابزار ادبی داستان در داستان، به ابزاری بر می‌گردد که به عنوان " داستان قاب " شناخته می‌شود، که از یک داستان تکمیلی برای کمک به روایت داستان اصلی استفاده می‌شود.
به‌طور معمول، داستان بیرونی یا «قاب» اهمیت زیادی ندارد و بیشتر شامل یک یا چند داستان کامل است که توسط یک یا چند داستان گو روایت می‌شود.
اولین نمونه‌های «داستان قاب» و «داستان درون داستان» در ادبیات هند و مصر باستان بود، مانند داستان ملوان کشتی شکسته مصری و حماسه‌های هند مانند رامایانا، هفت استاد حکیم، هیتوپادشا و ویکرام و خون‌آشام. در پنچاتنترا اثر ویشنو سارما، مجموعه ای از داستان‌های متنوع حیوانات هست که که یک روایت در داخل داستان آورده می‌شود، گاهی اوقات به سه یا چهار لایه عمیق، و سپس به‌طور غیرمنتظره ای در ریتم‌های نامنظم بسته می‌شوند تا توجه را حفظ کنند. در حماسهمهاباراتا، جنگ Kurukshetra توسط شخصیتی در ویاسه اثر Jayaروایت می‌شود، که خود توسط شخصیتی در وایشامپایانا ی بهاراتا روایت می‌شود، که خود توسط شخصیتی در مهاباراتا اوگراشراوا روایت می‌شود.
هم The Golden Ass، الاغ طلایی، اثر آپولیوس و هم Metamorphoses، دگردیسی‌ها، اثر Ovid عمق قاب‌بندی را تا چندین درجه افزایش می‌دهند. نمونه اولیه دیگر، هزار و یک شب (شب‌های عربی) است که در آن داستان کلی توسط یک راوی ناشناخته روایت می‌شود و در داخل این روایت داستان‌ها توسط شهرزاد قصه گو روایت می‌شود. در بسیاری از روایات شهرزاد، داستانهای نقل شده وجود دارند و حتی در برخی از اینها، داستانهای دیگری نیز وجود دارد. نمونه آن " سه سیب " است، یک رمز و راز قتل که توسط شهرزاد روایت می‌شود. در داخل داستان، پس از اینکه قاتل خود را لو می‌دهد، او یک فلاش بک از وقایعی که منجر به قتل شدند را روایت می‌کند. در این فلاش بک، یک راوی غیرقابل اعتماد داستانی را برای گمراه کردن قاتل احتمالی تعریف می‌کند، که بعداً کشف می‌کند پس از اینکه شخصیت دیگری واقعیت را برای او تعریف کرد، گمراه شده است. همان‌طور که داستان به پایان می‌رسد، " داستان نور الدین علی و پسرش " در داخل آن روایت می‌شود. این اثر پرمخاطب را می‌توان در سنت‌های داستان نویسی عربی، فارسی و هندی پیدا کرد.
فرانکشتاین از مری شلی دارای یک ساختار عمیقاً تو در تو قاب داستان است که شامل روایت والتون است، که روایتگر ویکتور فرانکشتاین است، که روایت آفرینش خود را بازگو می‌کند و داستان یک خانواده ساکن در کابین را که مخفیانه مشاهده می‌کند، روایت می‌کند. رمان کلاسیک دیگر با داستانی قاب، بلندی‌های بادگیر است که اکثر آن توسط خانه‌دار خانواده مرکزی به یک مرزبان بازگو می‌شود. به همین ترتیب، داستان رولد دال، داستان شگفت‌انگیز هنری قند، در مورد یک مرد ثروتمند است که مقاله ای را پیدا می‌کند که آموخته است که کارت‌های بازی را برعکس ببیند. متن کامل این مقاله در داستان گنجانده شده است و خود شامل یک داستان طولانی است که توسط یکی از قهرمانان مقاله، عمارت خان، به عنوان یک تجربه واقعی روایت شده است.
حکایت‌های کنتربری اثر چاوسر و دکامرون اثر بوکاچو هم داستان‌های قاب کلاسیک هستند. در قصه‌های کنتربری، شخصیت‌های داستان، حکایاتی در خور شخصیت خویش، به گونه ای که شخصیت خود را برجسته کنند، می‌گویند. شوالیه نجیب یک داستان نجیب را روایت می‌کند، شخصیت خسته کننده یک داستان بسیار کسل کننده را تعریف می‌کند، و آسیاب بی‌ادب یک داستان ناخوشایند را روایت می‌کند. اودیسه اثر هومر بسیار از این ابزار استفاده می‌کند؛ ماجراهای ادیسه در دریا همه توسط ادیسه در دربار پادشاه آلکینوس در فایاکس نقل می‌شوند. داستانهای کوتاه دیگر، بسیاری از آنها نادرست، قسمت اعظم ادیسه را تشکیل می‌دهند. بسیاری از مجموعه‌های داستان‌های مدرن کودکان اساساً آثار گلچین متصل شده توسط این ابزار هستند، مانند قصه‌های موش آرنولد لوبل، خوکچه کوچک پائولا فاکس و گوش و دم و عقل فلیپ و هیلاری شرلوک.
یک نمونه معروف مدرن قاب‌بندی، اثر ژانر فانتزی عروس شاهزاده خانم است (هم کتاب و هم فیلم). در این فیلم، یک پدربزرگ در حال خواندن داستان «عروس شاهزاده خانم» برای نوه اش است. در این کتاب، با جزئیات بیشتر، یک پدر در حال ویرایش یک کار طولانی‌تر (اما ساختگی) برای پسرش است و با کنار گذاشتن تمام قسمت‌هایی که ممکن است حوصله یک پسر جوان را سر ببرد یا اورا ناراضی سازد، «نسخه بخش‌های خوب» خود را (همان‌طور که کتاب آن را می‌نامد) ایجاد می‌کند. پسر جوان را ناراضی کند. هم در کتاب و هم در این فیلم ادعا می‌شود که داستان اصلی مربوط به کتابی به نام «عروس شاهزاده خانم» از نویسنده ای ناموجود به نام S. Morgenstern است.
در رمان ولزی، الوید فوییتر رابرت(۱۸۵۲) توسط Gwilym Hiraethog، یک بازدید کننده از مزرعه ای در شمال ولز، داستان کابین عمو تام رابرای کسانی که دور این کوره جمع شده بودند، تعریف می‌کند.
بعضی اوقات یک داستان قاب در همان محیط داستان اصلی وجود دارد. در مجموعه تلویزیونی The Young Indiana Jones Chronicles، هر قسمت طوری پخش می‌شد که گویا توسط ایندی وقتی بزرگتر بود گفته می‌شده است (عموماً با بازی جورج هال، اما یکبار هریسون فورد بازی کرد). ابزار مشابهی از یک راوی بزرگتر، که نسخه قدیمی یک قهرمان جوان را نشان می‌دهد، در فیلم‌های کنارم بمان و داستان کریسمسو نمایش تلویزیونی سال‌های شگفت‌انگیز استفاده شده است.

### داستان‌های قاب در موسیقی
در جنگ‌های آموری، داستانی که از طریق موسیقی کوهید و کامبریا روایت می‌شود، داستانی برای دو آلبوم اول را روایت می‌کند اما آشکار می‌کند که داستان توسط شخصیتی که در قسمت سوم نویسنده نامیده می‌شود، در حال نوشتن است. در طول آلبوم، نویسنده در داستان خود فرومی‌رود و یکی از شخصیت‌ها را می‌کشد، که باعث دلهره شخصیت اصلی می‌شود.
آلبوم تحسین شده Sgt(گروه کلوپ بی کسان گروهبان فلفل) از گروه بیتلز به عنوان نمایش صحنه ای توسط گروه داستانی معتبر ارائه می‌شود و یکی از آهنگ‌های آن، «یک روز در زندگی» در قالب یک داستان در رؤیا است. به همین ترتیب، آلبوم The score (امتیاز) از گروه فیوجیز به عنوان موسیقی متن فیلم داستانی ارائه می‌شود، همچنین چندین آلبوم مفهومی برجسته دیگر، در حالی که کارناوال اثر وایکلف ژان به عنوان شاهد در یک دادگاه ارائه می‌شود. اکثر آلبوم‌های ارین ترسیم کننده یک داستان گسترده علمی تخیلی و به هم پیوسته است، همان‌طور که آلبوم‌های جنل مونی اینگونه اند.
در آلبوم مفهومی تام ویتز، آلیس (متشکل از موسیقی ای که او برای موزیکالی به همین نام نوشت) اکثر ترانه‌ها بسیار نا مربوط از آلیس در سرزمین عجایب و زندگی واقعی نویسنده کتاب، لوئیس کارول، الهام گرفته شده است و منبع الهام آلیس لیدل است. آهنگ «ادوارد بیچاره» اما به عنوان داستانی که توسط راوی دربارهٔ ادوارد موردراک تعریف شده و آهنگ «ماهی و پرنده» به عنوان داستانی بازگو شده ارائه می‌شود که راوی از یک ملوان شنیده است.

## داستان فرکتال
1. ↑   {{cite book}}: Empty citation (help)Herman, David; Jahn, Manfred; Ryan, Marie-Laure (13 May 2013). Routledge Encyclopedia ofNarrative Theory. Routledge. p.  134. ISBN 978-1-134-45840-0. Retrieved 30 July 2013.
2. ↑   {{cite book}}: Empty citation (help)John Clute and John Grant, ed. (1999). The Encyclopedia of Fantasy. Macmillan. p.  312. ISBN 9780312198695.
3. ↑   {{cite book}}: Empty citation (help)Burton, Richard (September 2003). The Book of the Thousand Nights and a Night, Volume 1. Project Gutenberg.
4. ↑   {{cite book}}: Empty citation (help)Pinault, David (1992). Story-Telling Techniques in the Arabian Nights. Brill Publishers. p.  94. ISBN 90-04-09530-6.